# Елисавет Ятриду
Елисавет Ятриду (на гръцки: Ελισάβετ Ιατρίδου) e гръцка просветна деятелка и революционерка от Македония.

## Биография
Родена е в 1880 година в южномакедонския град Солун, тогава в Османската империя. Сестра е на лекаря и революционер Аристидис Ятридис и на офицера К. Ятриду. Назначена е за учителка в Гевгели, където се присъединява към гръцката въоръжена пропаганда в Македония. По-късно преподава в Богданци, където сътрудничи на главния училищен инспектор и деец на въоръжената пропаганда Димитриос Сарос. Обявена е за деятелка от трети ред.
Умира в 1938 година.